# Piero D’Inzeo
Piero D’Inzeo (ur. 4 marca 1923 w Rzymie, zm. 13 lutego 2014 tamże) – włoski jeździec sportowy, wojskowy, wielokrotny medalista olimpijski. Brat Raimondo.
Startował w konkurencji skoków przez przeszkody. Ośmiokrotnie, nieprzerwanie od 1948 do 1976, brał udział w igrzyskach olimpijskich. Zawsze towarzyszył mu brat i są pierwszymi sportowcami, którzy osiem razy pojawili się na olimpijskich arenach. Pierwszy medal olimpijski zdobył w 1956, ostatni szesnaście lat później, łącznie zgromadził ich sześć. Największy sukces odniósł w Rzymie, zdobywając srebrny medal olimpijski w konkursie indywidualnym - wyprzedził go młodszy brat.

## Starty olimpijskie (medale)
Melbourne (Sztokholm) 1956
- konkurs drużynowy (na koniu Uruguay) – srebro
- konkurs indywidualny (Uruguay) – brąz

Rzym 1960
- konkurs indywidualny (The Rock) – srebro
- konkurs drużynowy (The Rock) – brąz

Tokio 1964
- konkurs drużynowy (Sun Beam) – brąz

Monachium 1972
- konkurs drużynowy (Easter Light) – brąz